# Juli Pams i Vallarino
Juli Pams i Vallarino o Jules Pams (Perpinyà, 14 d'agost de 1852 - París, 12 de maig de 1930) fou un advocat i polític francès d'origen nord-català.
Republicà radical, és una personalitat important de la vida política de la IIIa República Francesa.

## Biografia
Exercí com a advocat a Perpinyà, i el 1889 començà la seva carrera política quan fou candidat a les eleccions legislatives d'aquell any. Fou escollit conseller general del cantó d'Argelers de la Marenda l'any 1892. Va formar part de l'assemblea departamental durant 36 anys i en va ser el president durant 15 anys.
Ocupà nombrosos càrrecs polítics pel Partit Radical i Radical Socialista: diputat a l'Assemblea Nacional Francesa del 1893 al 1904, senador del Senat francès del 1904 al 1930 alhora que ministre d'agricultura en el govern Monis (1911), i president del Consell General dels Pirineus Orientals del 1912 al 1920. El 1913 fou candidat radical socialista a la presidència de França contra Raymond Poincaré, que el vencé per 429 vots contra 327. Fou també ministre d'interior en el govern de Georges Clemenceau del 1917 al 1920, així com delegat de França a la Societat de Nacions.
Interessat per la cultura catalana, fou membre de la Societat d'Estudis Catalans. Deixà a la ciutat de Perpinyà l'Hotel Pams, obra de l'arquitecte Viggo Dorph-Petersen, emprat com a seu de la biblioteca municipal, de museus, d'entitats culturals, i que durant anys ha allotjat la Universitat de Perpinyà.
Juli Pams va morir el 12 de maig de 1930 al seu domicili, al número 2 del carrer Albéric Magnard, al districte 16 de París. Va ser enterrat al cementiri de Portvendres.